# Contea di Brown (Texas)
La contea di Brown (in inglese Brown County) è una contea dello Stato del Texas, negli Stati Uniti. La popolazione al censimento del 2000 era di 37 674 abitanti. Il capoluogo di contea è Brownwood. La contea è stata fondata nel 1856 ed in seguito organizzata nel 1858. Il suo nome deriva da Henry Stevenson Brown, un comandante della battaglia di Velasco.

## Geografia fisica
| Anno | Popolazione | ±%       |
| ---- | ----------- | -------- |
| 1860 | 244         |          |
| 1870 | 544         | 123,0%   |
| 1880 | 8 414       | 1 446,7% |
| 1890 | 11 421      | 35,7%    |
| 1900 | 16 019      | 40,3%    |
| 1910 | 22 935      | 43,2%    |
| 1920 | 21 682      | −5,5%    |
| 1930 | 26 382      | 21,7%    |
| 1940 | 25 924      | −1,7%    |
| 1950 | 28 607      | 10,3%    |
| 1960 | 24 728      | −13,6%   |
| 1970 | 25 877      | 4,6%     |
| 1980 | 33 057      | 27,7%    |
| 1990 | 34 371      | 4,0%     |
| 2000 | 37 674      | 9,6%     |
| 2010 | 38 106      | 1,1%     |

Secondo l'Ufficio del censimento degli Stati Uniti d'America la contea ha un'area totale di 957 miglia quadrate (2480 km²), di cui 944 miglia quadrate (2440 km²) sono terra, mentre 13 miglia quadrate (34 km², corrispondenti all'1,3% del territorio) sono costituiti dall'acqua.

### Strade principali
- U.S. Highway 67
- U.S. Highway 84
- U.S. Highway 183
- U.S. Highway 377
- State Highway 279
- Farm to Market Road 45

### Contee adiacenti
- Eastland County (nord)
- Comanche County (nord-est)
- Mills County (sud-est)
- San Saba County (sud)
- McCulloch County (sud-ovest)
- Coleman County (ovest)
- Callahan County (nord-ovest)

## Media
Il Brownwood Bulletin è il quotidiano locale, attivo anche su internet, con il suo sito web. Le stazioni televisive locali includono KRBC-TV, KTXS-TV, KXVA, KTAB-TV, e KIDU-LD.
Le stazioni radio locali includono News/Talk 102.3 KXYL, che trasmette in simultanea su KXYL 1240 AM, Hot A/C "The Breeze" KQBZ 96.9, Country KOXE 101.3, Christian KPSM 99.3, KBUB 90.3, e Oldies KBWD 1380 AM.